# Цзяочжоу
Цзяочжо́у (кит. упр. 胶州, пиньинь Jiāozhōu) — городской уезд города субпровинциального значения Циндао провинции Шаньдун (КНР). 

## Этимология
Название уезда означает «область Цзяо» и происходит от названия административной единицы, существовавшей в Средние века.

## История
Во времена империи Цинь здесь существовал уезд Цяньцзоу (黔陬县). При империи Суй уезд был расформирован, а на этой территории появился уезд Цзяоси (胶西县), названный так потому, что находился на западном берегу реки Цзяошуй. При империи Тан он был присоединён к уезду Гаоми (高密县).
При империи Северная Сун уезд Цзяоси был создан вновь. При империи Юань была учреждена область Цзяочжоу (胶州), в подчинении которой оказался и уезд Цзяоси. При империи Мин уезд был расформирован, осталась только область, подчиняющаяся Лайчжоуской управе.
После Синьхайской революции в Китае была проведена реформа структуры административного деления, в результате которой области и управы были упразднены; на землях, ранее напрямую подчинявшихся областным властям, в 1913 году был образован уезд Цзяосянь (胶县).
В 1946 году был создан Специальный район Биньбэй (滨北专区), и уезд вошёл в его состав. В 1950 году он был расформирован, и уезд перешёл в состав новосозданного Специального района Цзяочжоу (胶州专区); правление специального района разместилось в Цзяосянь. В 1956 году был расформирован и этот специальный район, и уезд вошёл в состав Специального района Чанвэй (昌潍专区). В 1958 году он был передан под юрисдикцию Циндао, но в 1961 году возвращён в состав Специального района Чанвэй, в 1967 году переименованного в Округ Чанвэй (昌潍地区). В ноябре 1978 года уезд был вновь передан под юрисдикцию Циндао.
В феврале 1987 года уезд Цзяосянь был расформирован, а вместо него с января 1988 года был образован городской уезд Цзяочжоу.

## Административное деление
Городской уезд делится на 7 уличных комитетов и 11 посёлков.

## Экономика
В демонстрационной зоне ШОС расположен Промышленный интернет-экологический парк Haier Kaos. В декабре 2022 года в Цзяочжоу была запущена торгово-экономическая комплексная сервисная платформа ШОС.

## Транспорт
В Цзяочжоу расположена зона межрегионального сотрудничества Китай — ШОС. В зоне базируется Центр мультимодальных перевозок, из которого грузовые поезда с китайскими, корейскими и японскими товарами отправляются в Монголию, Россию, Казахстан, Кыргызстан, Таджикистан, Азербайджан, Беларусь, Италию, Великобританию и Вьетнам.

## Галерея
- Аэропорт Циндао Цзяодун
- Пагода на озере Шаохай
- Храм городского бога